# Robert Dunlop
Stephen Robert Dunlop (Ballymoney, 25 novembre 1960 – Mather’s Cross, 15 maggio 2008) è stato un pilota motociclistico britannico, fratello minore del più conosciuto Joey Dunlop.

## Biografia
Dopo un apprendistato su circuiti minori, il giovane Dunlop debutta nelle gare su strada nel 1979 alla Temple 100. La sua prima apparizione al Cookstown 100 arriva nel 1980, alla guida di una Yamaha da 347 cm³. La sua prima gara da professionista è stata a Aghadowey nel 1981.
Dunlop ha poi stabilito il giro record alla Cookstown 100, dove vinse per la prima volta nel 1985, nella gara riservata alla classe 250, con una velocità media di 88.57 mph e davanti a Gary Cowan (EMC) e Noel Hudson (Rotax). Il suo anno con più successi è stato il 1987 quando è stato il “Man of the Meeting”, vincendo le gare riservate alle 125, 350 e 1000 cm³. Quattro altre vittorie su 125 sono arrivate nel 1988, 1989, 1991 e 1993 per un totale di 8 vittorie in quest'evento.
Vinse il Gran Premio di Macao nel 1989 su una Honda 500, battendo Phillip McCallen e Steve Hislop, entrambi su Honda 750.
Nel 1990 è approdato al team JPS Norton racing, per correre su una Norton dotata di motore rotativo e su circuiti permanenti ha ottenuto una delle 3 vittorie al MCN Supercup (le altre due le colse Terry Rymer). Dunlop vinse due volte nella gara irlandese North West 200 e finì terzo nella categoria F1 al Tourist Trophy dell'Isola di Man. Nel 1991 ottiene sette punti e chiude trentesimo nel campionato europeo classe 125, la stagione successiva si migliora chiudendo tredicesimo.
Nel 1994 Dunlop ebbe un grave infortunio al TT, quando la ruota posteriore della sua Honda RC45 si è disintegrata apparentemente senza motivo in un lungo curvone a sinistra; riportò lesioni multiple e fu estremamente fortunato a sopravvivere all'incidente. La lunga degenza in ospedale e il successivo recupero non gli permisero di continuare la stagione 1994, e lo tennero fuori anche per tutto il 1995.
Molti pensarono che dopo il grave incidente si sarebbe ritirato, avendo anche perso in parte mobilità a una gamba, rimastagli anche più corta dell'altra. Nonostante la riabilitazione, l'unico regolamento che gli permetteva ancora di correre era quello della classe 125 e Dunlop scelse per il ritorno la Cookstown 100 e il 20 aprile 1996, anche se non completamente a posto, prese il via e arrivò nono, in una gara vinta da suo fratello Joey. Pur non avendo mai vinto la corsa, le sue partecipazioni si ripeterono anche negli anni successivi e raccolse buoni piazzamenti: 3º nel 1997, 4º nel 1998, 3º nel 2002 e 2º nel 2004.
A causa del dolore e del progressivo aggravarsi della condizione della gamba, il 16 dicembre 2003 Dunlop annuncia che si ritirerà alla fine della stagione 2004 (a 43 anni), dichiarando anche di voler vincere il TT e la North West 200 prima di smettere e passare il testimone ai figli William e Michael. Robert ha corso l'ultimo Tourist Trophy nel 2004.
L'8 febbraio 2005 è stato il primo pilota eletto nella "Irish Motorcycle Hall of Fame". Alla premiazione, Dunlop ha annunciato che presto si sarebbe dovuto far operare alla gamba infortunata nel 1994, e che se tutto fosse andato bene gli sarebbe piaciuto tornare a correre in moto nel 2006.
Robert Dunlop nel 2006 ha vinto per la 15ª volta la North West 200, stabilendo il primato assoluto di vittorie.
Il 15 maggio 2008 perde tragicamente la vita. Durante le qualifiche della North West 200, sul circuito stradale di 14,426 km che collega le cittadine di Portrush, Portstewart e Coleraine, in Irlanda del Nord, giunto in prossimità di Mather's Cross, il quarantasettenne di Ballymoney è stato catapultato a terra, a 260 km/h, dal grippaggio della sua Honda 250 e poi investito da Darren Burns, che lo seguiva a breve distanza.

### Record al Tourist Trophy
Vincitore alla sua prima gara, nel Newcomers 350 Manx Grand Prix del 1983, nel 1989 ottenne la sua prima vittoria nella 125 con un giro record a 103.02 mph di media (165 km/h). Nel 1990 ripeté il successo nella 125 con un nuovo record a 104.09 mph. Nel 1991 ottenne due vittorie: la gara 125 per il terzo anno consecutivo a 103.68 mph di media, con un nuovo giro record a 106.71 mph di media, e la vittoria al Junior TT a 114.89 mph. Nel 1992 finì 2º nella 125 e 3º nella Junior e nella Senior e nel 1993 finì 2º nella 125.
Dopo l'incidente del 1994 non corse più il TT fino al 1997, quando arrivò terzo nella 125. Nel 1998 vinse la gara delle Ultra-Lightweight, mentre nel 1999 finì 5º. Nel 2000 arrivò terzo nella Ultra-Lightweight guidando una Honda

### Premi
Nel febbraio 2006 è stato annunciato che Dunlop e suo fratello Joey sarebbero stati onorati del Honorary Degrees dell'University of Ulster, per i loro successi in campo motociclistico.. Il 4 luglio ricevettero la laurea honoris causa alla University of Ulster di Coleraine.

## Risultati in gara

### Campionato mondiale Superbike
| 1988 | Moto  |     |    |    |    |    |    |  |  |    |    |    |    |    |   |    |    |    |    |  |  |  |  |  |  |  |  | Punti | Pos. |
| ---- | ----- | --- | -- | -- | -- | -- | -- |  |  | -- | -- | -- | -- | -- | - | -- | -- | -- | -- |  |  |  |  |  |  |  |  | ----- | ---- |
| 1988 | Honda | Rit | NP | 26 | 17 | 29 | 21 |  |  | 21 | 23 | 18 | AN | 10 | 7 | 13 | 14 | 15 | 12 |  |  |  |  |  |  |  |  | 12,5  | 29º  |

| 1989 | Moto  |    |    |  |  |  |  |  |  |  |  |  |  |  |  |  |  |  |  |  |  |  |  |  |  |  |  | Punti | Pos. |
| ---- | ----- | -- | -- |  |  |  |  |  |  |  |  |  |  |  |  |  |  |  |  |  |  |  |  |  |  |  |  | ----- | ---- |
| 1989 | Honda | 25 | 16 |  |  |  |  |  |  |  |  |  |  |  |  |  |  |  |  |  |  |  |  |  |  |  |  | 0     |      |

| 1993 | Moto   |     |     |  |  |  |  |  |  |  |  |  |  |  |  |  |  |  |  |  |  |  |  |  |  |  |  | Punti | Pos. |
| ---- | ------ | --- | --- |  |  |  |  |  |  |  |  |  |  |  |  |  |  |  |  |  |  |  |  |  |  |  |  | ----- | ---- |
| 1993 | Ducati | Rit | Rit |  |  |  |  |  |  |  |  |  |  |  |  |  |  |  |  |  |  |  |  |  |  |  |  | 0     |      |

| Legenda | 1º posto        | 2º posto            | 3º posto           | A punti      | Senza punti        | Grassetto – Pole position Corsivo – Giro più veloce |
| Legenda | Gara non valida | Non qual./Non part. | Ritirato/Non class | Squalificato | '-' Dato non disp. | Grassetto – Pole position Corsivo – Giro più veloce |